# Виктор Амадей фон Анхалт-Бернбург-Шаумбург-Хойм (1744–1790)
Виктор Амадей фон Анхалт-Бернбург-Шаумбург-Хойм (на немски: Viktor Amadeus of Anhalt-Bernburg-Schaumburg-Hoym; * 21 май 1744 в дворец Шаумбург; † 2 май 1790 в Пардакоски, Финландия) от род Аскани е принц от Анхалт-Бернбург-Шаумбург-Хойм и руски генерал на Екатерина II.
Той е син на княз Виктор I (1693 – 1772) и втората му съпруга (морганатичен брак) Хедвиг София Хенкел фон Донерсмарк (1717 – 1795).
Виктор Амадей започва военна кариера и през 1772 г. е на руска служба, където среща роднината си царица Екатерина II. От 1775 г. той е генерал-майор, през 1782 г. генерал-лейтенант.
Той се бие с отличие в Руско-турската война. През Шведско-руската война Виктор Амадей е тежко ранен в Партакоски, Финландия и умира след няколко дена на 2 май 1790 г.

## Фамилия
Виктор Амадей се жени на 22 април 1778 г. в дворец Шаумбург за принцеса Магдалена София фон Золмс-Браунфелс (* 4 юни 1742 в Браунфелс; † 21 януари 1819 в Хомбург фор дер Хьое), дъщеря на княз Фридрих Вилхелм фон Золмс-Браунфелс и втората му съпруга графиня София Магдалена Бенигна фон Золмс-Лаубах, дъщеря на граф Карл Ото фон Золмс-Лаубах-Утфе и Текленбург (1673 – 1743). Те имат един син:
- Виктор Амадей (* 19 юни 1779 в Хомбург фор дер Хьое; † 4 март 1783 в Хомбург фор дер Хьое)